# L'angelo e il diavolo (film 1985)
L'angelo e il diavolo (Death of an Angel) è un film del 1985, diretto dal regista Petru Popescu.